# Алекперов, Алескер Казым оглы
Алескер Казым оглы Алекперов (азерб. Ələsgər Kazım oğlu Ələkbərov, 1895, Баку — 1938) — азербайджанский советский археолог, этнограф и краевед.

## Биография
Алескер Казым оглы Алекперов родился в 1895 году в городе Баку, в семье ремесленника. В свидетельстве о браке указана национальность — тюрк а родной язык — тюркский. Мать учёного происходила из гиланского города Ленгеруд в Иране. Учился в моллахане и так называемой русско-татарской школе.
В 1906 году был определён в пансион Бакинского реального училища, которое окончил в 1914 году. После поступил в Киевский коммерческий институт. В 1926 году окончил Восточное отделение Азербайджанского государственного университета, участвовал в работе Азербайджанского археологического комитета. Ещё студентом Алекперов принимал участие в этнографических и археологических экспедициях под руководством И. И. Мещанинова.
С 1927 года Алескер Алекперов сам руководил экспедициями (в том числе в 1928 году — в Талышской зоне и районе Гянджи, в 1931 году — в Карабахе и Курдистане).
Принимал участие в организации I Всесоюзного тюркологического съезда, был помощником ответственного секретаря. В 1926—28 гг. ответственный секретарь ООИАз. С 1927 года был членом Яфетидологического кружка Азербайджанского государственного научно-исследовательского института (АзГНИИ), где выступал с докладами по вопросам магии и религиозной палеонтологии. С 1929 года — научный сотрудник, с 1931 года — заведующий сектором археологии АзГНИИ, собирал материал по азербайджанскому народному театру. Изучал культуру и быт айрумов и живущих в Азербайджане курдов.
С 1933 года — руководитель секции истории материальной культуры в Институте истории Азербайджанского филиала Академии наук СССР. В 1935 году выступал в Москве на II Международном конгрессе по искусству Ирана на тему культуры кувшинных погребений. Изучение культуры кувшинных погребений в археологии Азербайджана связано с именем Алескера Алекперова. В 1936 году был утверждён в учёной степени кандидата общественных наук по разделу этнографии без защиты диссертации. В 1935—37 гг. возглавлял археологические исследования в Нахичеванском районе. Был одним из организаторов раскопок в Орен-Кале.
Составил этнографические карты Азербайджана, в том числе и первую этнографическую карту Азербайджана, на которой было указано более 5 тысяч населённых пунктов. Был членом редакционной коллегии журнала «Советская этнография».
В конце 1937 году стал жертвой сталинских репрессий и был арестован. Погиб в заключении в 1938 году.

## Труды
- Поездка в Зангезур и Нахичеванский край // Известия Общества обследования и изучения Азербайджана. 1927. № 4. С. 210—216;
- Материалы по археологии и этнографии Азербайджана // Там же. С. 242—244;
- У айрумов // Там же. № 5. С. 230—258;
- Новейшие археологические раскопки в Азербайджане // Новый Восток. 1927. № 18. С. 218—224;
- К истории Азербайджана // Маариф ва маданийят. 1927. № 9. С. 35—37 (на азерб. яз.);
- По искусству Азербайджана. 1: Могильные памятники в Бузовнах // Известия Общества обследования и изучения Азербайджана. 1928. № 5. С. 227—229;
- Задачи этнографии в Азербайджане // Советская этнография. 1932. № 5/6. С. 187—195 (совместно с А. Вардапетовым);
- История материальной культуры за 15 лет // Труды Азербайджанского филиала АН СССР. 1936. Т. 30. С. 133—151 (совместно с И. И. Мещаниновым);
- Крашеная керамика Нахичеванского края и Ванское царство // Советская археология. 1937. № 4. С. 249—263[5];
- Исследования по археологии и этнографии Азербайджана. — Баку: Издательство АН Азербайджанской ССР, 1960.
- Поездка в Зангезур н Нахкрай. Исследования по археологии и этнографии Азербайджана. — Баку, 1960. — 249 с.